# Афіпський
Афіпський — селище міського типу в Сєверському районі Краснодарського краю Росії.

## Географія
Селище лежить за 15 км південно-західніше Краснодару в мальовничій місцевості на лівому березі річки Афіпс. Залізнична станція Афіпська на лінії Краснодар — Новоросійськ.

## Економіка
- ТОВ Афіпський нафтопереробний завод — найбільша складова промисловості селища. Завод контролюється компанією ТОВ «Базовий элемент»[1]).
- ТОВ Афіпський Мотороремонтний завод (МРЗ) (раніше Сільгосптехніка).
- ВАТ Афіпський хлібокомбінат.
- Афіпський Лісокомбінат.
- ОАО СтройТЭК.
- ООО Автобан-Строй[2]
- Залізничне депо.
- Філія ООО Выбор-С — Завод по виробництву тротуарної плитки[3]

## Адміністративний устрій
В склад міського поселення селище Афіпський також входять:
- х. Водокачка
- х. Восточний
- х. Коваленко
- х. Кошарський
- сел. Нефтекачка
- х. Бончковський

## Історія

### Георгіє-Афіпське укріплення
У 1830 на місці нинішнього селища стояло Георгіє-Афіпське укріплення, яке у 1855 було зруйновано російської армією під час Кримської війни, за для запобігання захоплення ворожими військами. Рівно за 10 років почалося будівництво станиці Георгіє-Афіпської.

### Зародження станиці
Народження станиці Георгіє-Афіпської припадає на 1865 рік. Будівництво розпочали чорноморські козаки. За 10 років після заснування у станиці налічувалося 264 дворів і близько 1500 мешканців. Вже на той час з'явилися не тільки приватні будівлі, а й громадські: правління і початкова школа, а в 1885 — церковно-приходська школа і кузня. Церкву в Афіпській побудували в 1885, на шляху до Катеринодару, станична громада мала пором на двох байдарках. Про інтенсивність його роботи каже той факт, що тільки у 1887 щодня тут через річку перправлялося близько 75 бричок.
Після прокладання залізниці в станиці різко збільшилася кількість малих торгово-промислових підприємств. До 1917 в Афіпський був поташний і цегельний завод, маслозавод, млин і крупорушка.

## Інтернет посилання
- Сайт селища Афіпського [Архівовано 2 квітня 2022 у Wayback Machine.](рос.)
- Афіпський Нафтопереробний завод [Архівовано 4 червня 2016 у Wayback Machine.](рос.)
- Інформаційний портал Сєверського района [Архівовано 21 лютого 2009 у Wayback Machine.](рос.)
- Погода в Афіпському [Архівовано 11 жовтня 2007 у Wayback Machine.](рос.)